# ЦСКА (стадион, Киев)
Стадио́н ЦСКА (укр. Стадіон ЦСКА; ранее — Стадион Киевского военного округа, до 1992 года — стадион СКА) — один из стадионов Киева. Является частью спорткомплекса ЦСК ВСУ. 
До середины 2000-х годов являлся домашней ареной футбольного клуба ЦСКА. Принимал матчи высшей лиги чемпионата Украины. По состоянию на декабрь 2014 года находился в аварийном состоянии.

## Спорткомплекс ЦСК ВСУ
1 апреля 1957 года управлением боевой подготовки КВО в городе Киеве был сформован Спортивный клуб КВО. 15 декабря 1992 года на его базе был создан Центральный спортивный клуб Вооружённых Сил Украины. В состав ЦСК ВСУ вошли Дворец спорта КВО, конно-спортивная и стрелецко-спортивная базы, а также спорткомплекс по пр. Воздухофлотский, 2. На территории спорткомплекса расположены стадион, два запасных футбольных поля, бассейн, атлетические, игровые и тренажерные залы.

## Расположение
Стадион расположен недалеко от железнодорожного вокзала «Киев-Пассажирский». Адрес стадиона: Воздухофлотский проспект, 2. Ближайшая станция метро — «Вокзальная».

## История
Стадион был построен военными строителями в 1964 году. Арена принимала матчи армейской футбольной команды, выступавшей во второй лиге чемпионата СССР. Когда Украина стала независимой, скромный футбольный клуб СКА был переименован в ЦСКА и со временем стал участником высшей лиги чемпионата Украины. Поле стадиона поддерживалось в хорошем состоянии до середины 2000-х годов. Кроме матчей высшей лиги, здесь играли юношеские сборные Украины, тренировалась «молодёжка» под руководством тренера Павла Яковенко. Со временем стадион разрушился и больше не мог принимать матчи высокого уровня.

## Реконструкция
Министерство обороны подготовило проект реконструкции стадиона, который обошёлся в 4 млн. грн. Общая смета строительно-монтажных работ, в соответствии с проектом, будет составлять 80 млн. грн.